# Mytilicola intestinalis
Mytilicola intestinalis is een eenoogkreeftjessoort uit de familie van de Mytilicolidae. De wetenschappelijke naam van de soort is voor het eerst geldig gepubliceerd in 1902 door Steuer.